# جغرافيا سورينام

خريطة سورينام لتصنيف مناخ كوبن.

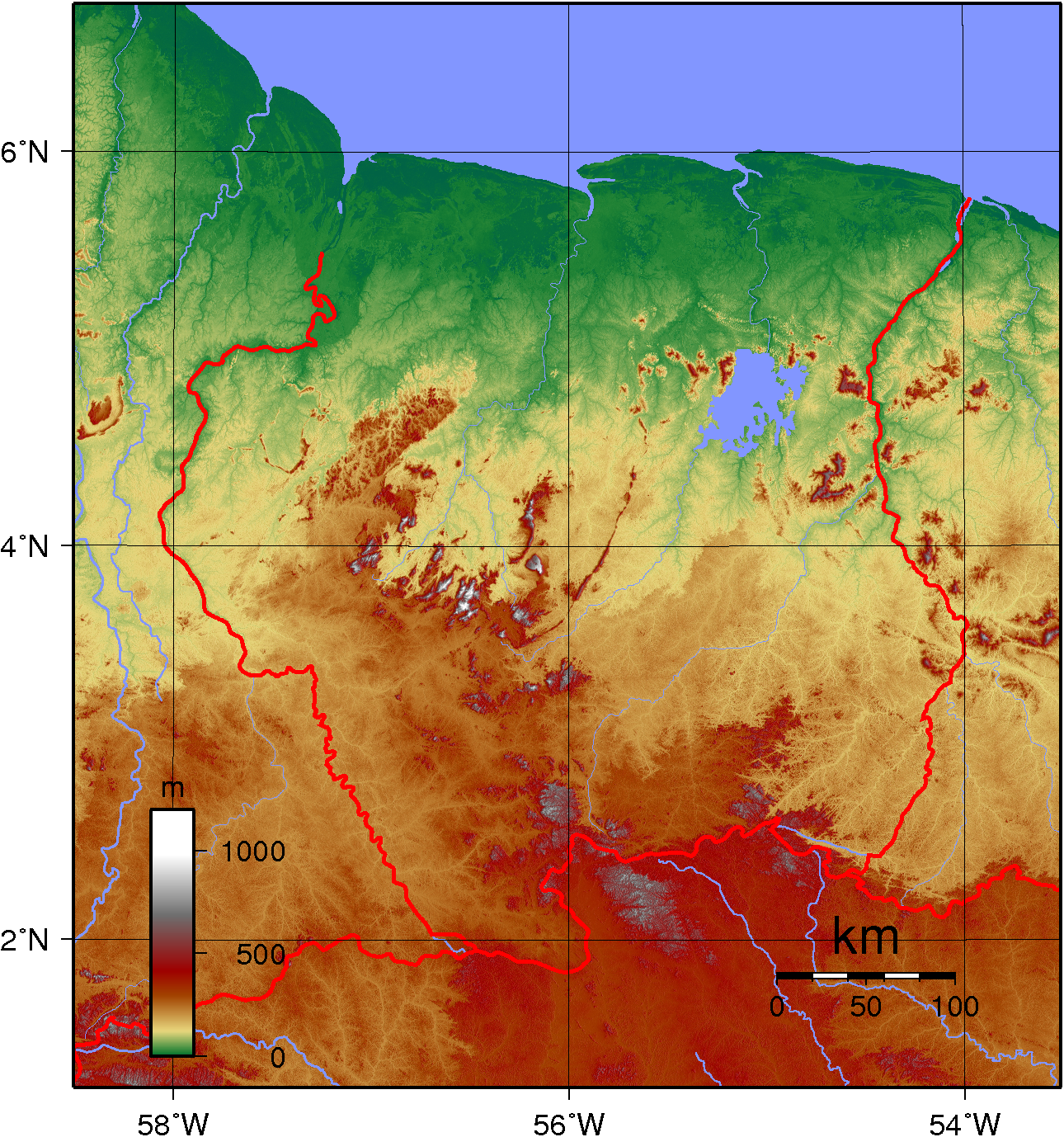
خريطة طبوغرافية لسورينام

سورينام، تقع في الجزء الشمالي من أمريكا الجنوبية وهي جزء من منطقة البحر الكاريبي في أمريكا الجنوبية، وتطل على المحيط الأطلسي الشمالي، بين غيانا الفرنسية وغيانا.
تغطيها الغابات الاستوائية المطيرة غالبًا، وهي تحتوي على العديد من النباتات والحيوانات المتنوعة المهددة من قبل التنمية الجديدة، يوجد نسبة سكانية قليلة فيها معظمهم يعيش على طول الساحل.

## موقع
الإحداثيات الجغرافية:4°00′N 56°00′W / 4.000°N 56.000°W
القارة: أمريكا الجنوبية

### منطقة
المجموع: 163,820 كيلومتر مربع
مساحة الأرض: 156,000 كيلومتر مربع
المياه: 7,820 كيلومتر مربع
المساحة - المقارنة:أكبر بقليل من ولاية جورجيا الأمريكية.
المجموع: 1,703 كيلومتر (1,058 ميل)
- البرازيل - 593 كيلومتر (368 ميل)
- غيانا الفرنسية - 510 كيلومتر (320 ميل)
- غيانا - 600 كيلومتر (370 ميل)

الساحل: 386 كيلومتر (240 ميل)
المنطقة الاقتصادية الخالصة : 127,772 كيلومتر مربع (49,333 ميل2) و 200 ميل بحري (370.4 كـم؛ 230.2 ميل)
البحر الإقليمي: 12 ميل بحري (22.2 كـم؛ 13.8 ميل)

## المناخ والتضاريس

### تضاريس
معظم البلاد مكونة من العديد من التلال المنحدرة، ولكن يوجد سهل ساحلي ضيق يوجد به تضاريس مستنقعية.
الارتفاع الأقصى
أدنى نقطة: موقع غير مسمى يوجد في السهل الساحلي يبلغ عمقه - 2 متر تحت مستوى سطح البحر.
أعلى نقطة: جوليانا توب - 1,230 متر

### الموارد الطبيعية
تتكون من الأخشاب والطاقة المائية والأسماك والغابات والطاقة الكهرومائية والكاولين والجمبري والبوكسيت والذهب وأيضًا كميات قليلة من النيكل والنحاس والبلاتين وخام الحديد كما أن لديها مخزون زيت كبير

### ماء
يوجد خزان واحد كبير وهو خزان بروكوبوندو
تمر عبر البلاد عدة أنهار بما في ذلك نهر سورينام ونهر نيكيري ونهر ماروني أو مارووين.

### استخدام الأراضي
الأراضي الصالحة للزراعة: 0.36٪
محاصيل دائمة: 0.06٪
أخرى: 99.58٪

#### أرض مروية
510 كيلومتر مربع (200 ميل2) (2003)

#### الأخطار الطبيعية
امطار استوائية بدون اعاصير.
تحتاج لمصدر

## بيئة

### القضايا الحالية
مشكلة إزالة الغابات هي مشكلة حقيقية حيث يتم قطع الأخشاب لتصديرها
هناك أيضًا مشكلة التلوث للممرات المائية الداخلية من خلال أنشطة التعدين على نطاق صغير

### تغير المناخ
يؤدي تغير المناخ في سورينام إلى ارتفاع درجات الحرارة والعديد من الظواهر الجوية المتطرفة.  
كبلد فقير نسبيًا فقد كانت مساهماته في تغير المناخ العالمي محدودة وأيضًا نظرًا للغطاء الحرجي الكبير كان البلد يدير اقتصادًا سلبيًا للكربون منذ 2014.1
كانت سورينام الدولة الثانية التي تقوم بتحديث مساهماتها المحددة وطنياً في عام 2020.12

### اتفاقات دولية
وافقت سورينام على بعض الاتفاقيات وهي: التنوع البيولوجي وتغير المناخ والأنواع المهددة بالانقراض وقانون البحار والإغراق البحري كما وافقت ايضًا على حماية طبقة الأوزون وتلوث السفن والأخشاب الاستوائية 94 و الأراضي الرطبة وصيد الحيتان

## النقاط المتطرفة
- أقصى نقطة شمالية - بولدرز الشرقية
- أقصى نقطة جنوبيّة - الحدود مع البرازيل كويرويني
- أقصى نقطة في الغرب - الحدود مع جويانا ، مقاطعة سيباليويني
- أقصى نقطة في الشرق - الحدود مع جويانا الفرنسية ، مقاطعة سيباليويني
- أعلى نقطة - جولياناتوب : 1,230 م
- أدنى نقطة - موقع غير مسمى على السهل الساحلي: -2 م

## روابط خارجية
- "Guyana, or, the Kingdom of the Amazons" is a map from the 1600s of what is now known as Suriname